# Automotrice Stadler
L'automotrice Stadler è un'automotrice a trazione diesel-elettrica in dotazione alle Ferrovie Appulo Lucane, costruita per affiancare le Fiat M4 sulle linee a scartamento ridotto di Puglia e Basilicata. I due modelli SB ed ST, Stadler Bicassa e Tricassa, differiscono unicamente per il numero di posti offerti, inoltre le SB non sono provviste di bagno. A molte SB è stata aggiunta successivamente un'altra cassa ottenendo il modello SBT che offre gli stessi posti dello ST. Le automotrici sono dotate di SSC.

## Servizi e caratteristiche
Le automotrici a due casse sono formate da due unità motrici monocabina simmetriche, ciascuna munita di due carrelli motorizzati (4 assi motori, 8 assi totali). Le automotrici a tre casse sono formate da due unità motrici monocabina simmetriche (identiche alle automotrici a due casse) con l’interposizione di un’ulteriore cassa intermedia.
Le automotrici sono dotate di propulsione diesel – elettrica, con il fine di ottenere un miglior sfruttamento dell’aderenza, avere un numero di giri del motore termico diesel ottimizzato per il minor consumo energetico ed usufruire del recupero energetico in fase di frenatura.
Tutte le automotrici sono dotate di sistema di accoppiamento automatico. Il piano di accesso è a pianale ribassato e la climatizzazione è distinta per le cabine di guida e per le zone passeggeri. Le automotrici a tre casse sono dotate di toilette per passeggeri con ridotta capacità motoria, mentre tutti i treni hanno rastrelliere porta bici.
Le Stadler circolano sulle linee Bari-Matera ed Avigliano-Potenza, ma non possono circolare tra Gravina ed Avigliano Lucania per problemi di sagoma nelle gallerie, dove vengono usate le M4.
La livrea è quella verde/blu, tipica dei mezzi FAL.

## Elenco mezzi
In totale figurano 26 automotrici. Sono state prodotte 11 SB, 7 per il servizio pugliese e 4 per quello lucano; 6 di queste sono state trasformate in SBT a tre casse e si prevede di trasformare le 5 rimanenti entro il 2025. Le ST sono in totale 15: 9 di proprietà pugliese, 5 lucane ed una acquistata da FAL.

### SB-SBT
| Matricola  | Sede    | Anno di costruzione | Data di immissione in servizio       |
| ---------- | ------- | ------------------- | ------------------------------------ |
| SB1        | Bari    | 2012                | 14 dicembre 2012 (prevista SBT 2025) |
| SB2        | Bari    | 2012                | 14 dicembre 2012 (prevista SBT 2025) |
| SB3        | Bari    | 2013                | 31 maggio 2013 (prevista SBT 2025)   |
| SB4        | Bari    | 2013                | 23 dicembre 2013 (prevista SBT 2025) |
| SB5-SBT5   | Bari    | 2013+2018           | ? + 18 giugno 2019                   |
| SB6-SBT6   | Bari    | 2013+2018           | ? + 25 giugno 2018                   |
| SB7-SBT7   | Bari    | 2013+2018           | ? + 13 dicembre 2018                 |
| SB8        | Potenza | 2014                | 1 aprile 2015 (prevista SBT 2025)    |
| SB9-SBT9   | Potenza | 2014+2023           | 1 aprile 2015 + 22 dicembre 2023     |
| SB10-SBT10 | Potenza | 2014+2022           | 1 aprile 2015 + 6 febbraio 2023      |
| SB11-SBT11 | Potenza | 2014+2023           | 1 aprile 2015 + 17 luglio 2023       |

### ST
Le ST circolano tra Gravina a Bari e da Matera ed Altamura, dove avviene l'accoppiamento con l'unità proveniente da Gravina per raggiungere Bari senza rottura di carico. Dal 9 aprile 2024 due ST sono entrate in servizio anche lungo la Avigliano-Potenza.
| Matricola | Proprietà  | Anno di costruzione | Data di immissione in servizio  |
| --------- | ---------- | ------------------- | ------------------------------- |
| ST1       | Puglia     | 2012                | 11 marzo 2013                   |
| ST2       | Puglia     | 2013                | 31 maggio 2013                  |
| ST3       | Puglia     | 2013                | 9 agosto 2013                   |
| ST4       | Puglia     | 2013                | 26 luglio 2013                  |
| ST5       | Basilicata | 2013                | 30 novembre 2013                |
| ST6       | Basilicata | 2013                | 6 dicembre 2013                 |
| ST7       | FAL        | 2017                | inaugurazione: 24 gennaio 2019  |
| ST8       | Puglia     | 2019                | 27 giugno 2019                  |
| ST9       | Puglia     | 2021                | inaugurazione: 10 febbraio 2023 |
| ST10      | Puglia     | 2021                | 10 febbraio 2023                |
| ST11      | Puglia     | 2021                | 10 febbraio 2023                |
| ST12      | Puglia     | 2021                | 10 febbraio 2023                |
| ST13      | Basilicata | 2021                | inaugurazione: 13 marzo 2023    |
| ST14      | Basilicata | 2021                | 9 Aprile 2024                   |
| ST15      | Basilicata | 2021                | 9 Aprile 2024                   |

## Galleria d'immagini

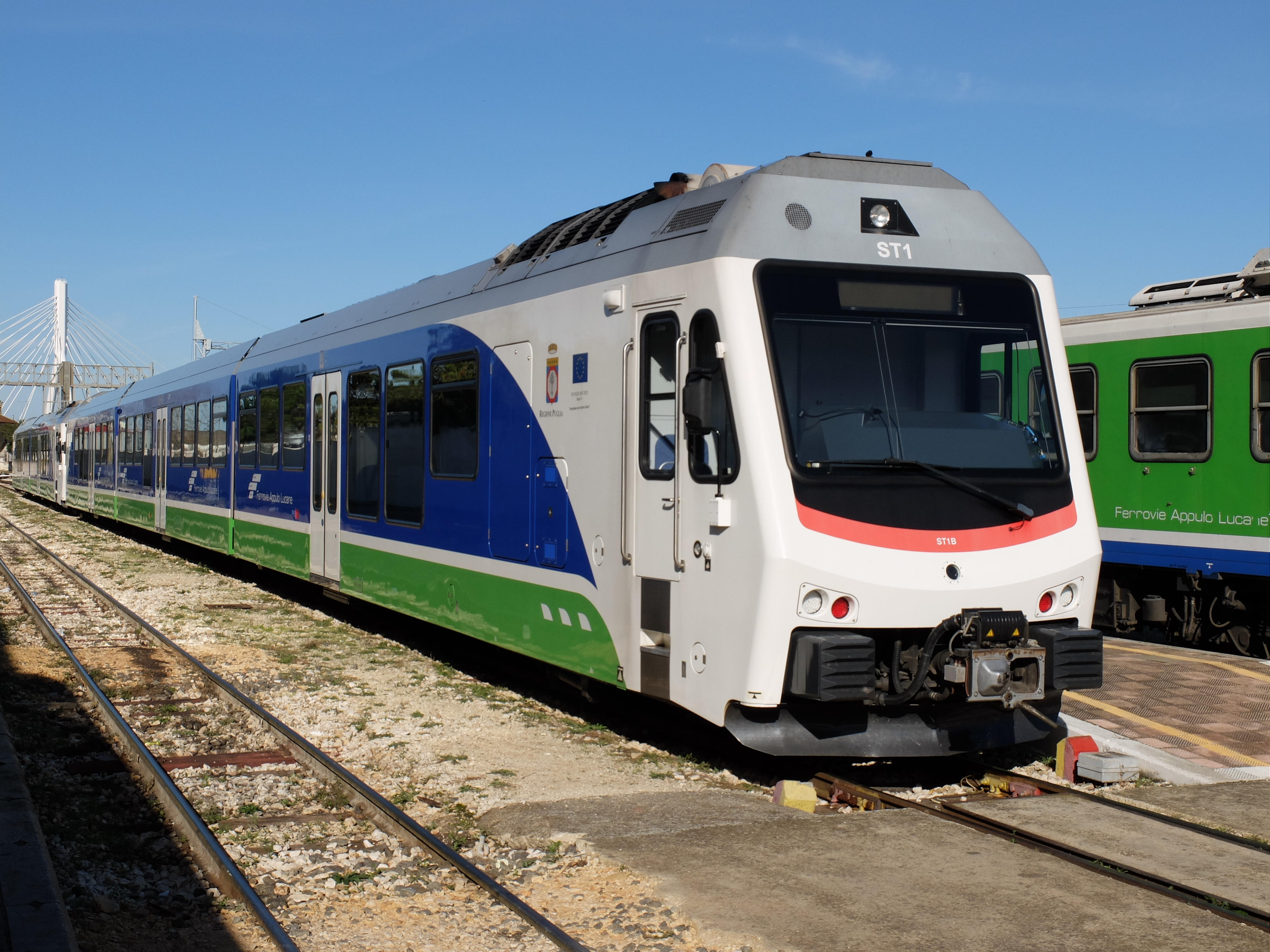
La ST1 in sosta alla stazione di Bari Scalo.
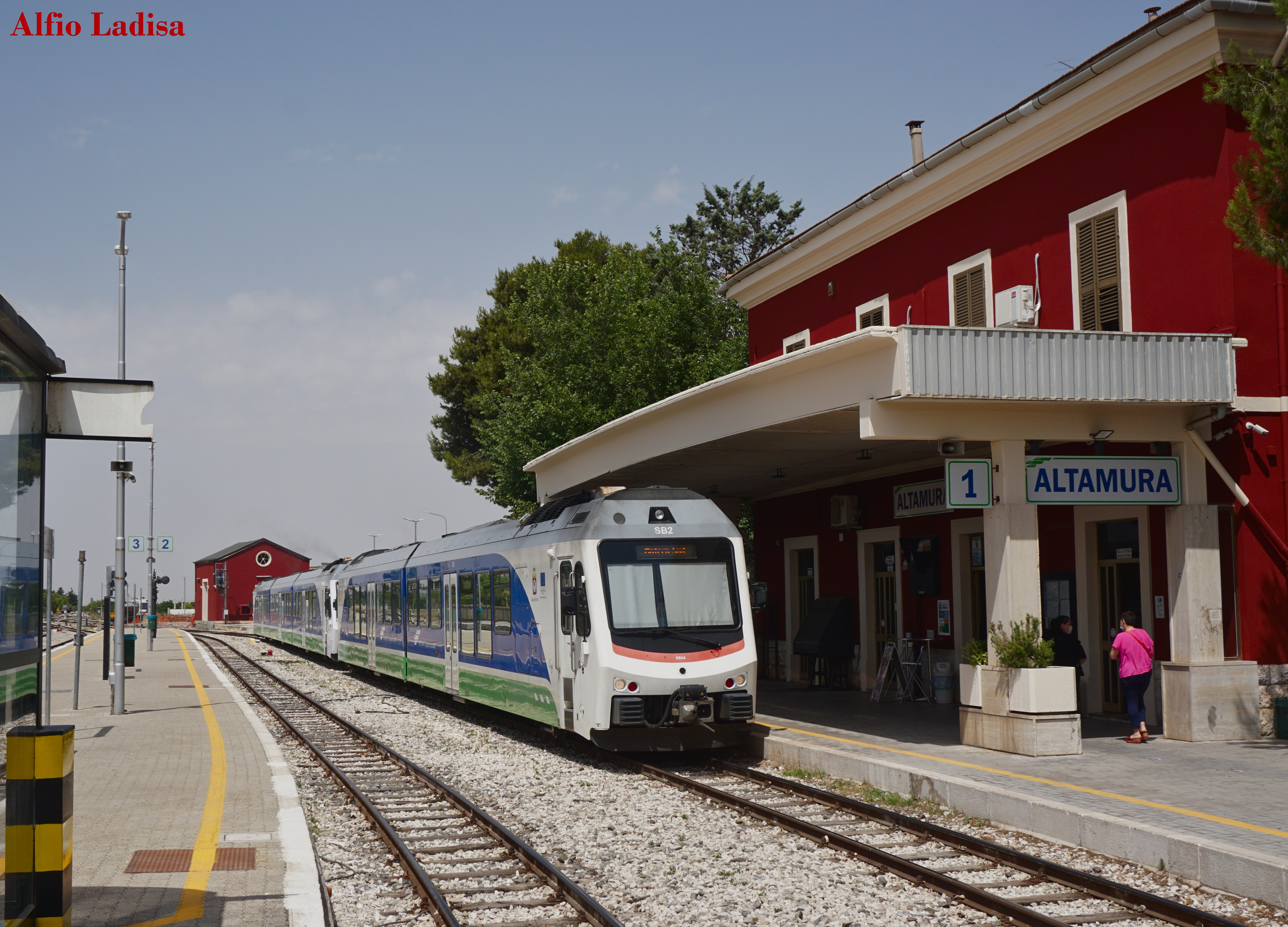
SB2 ed ST in composizione doppia alla stazione di Altamura (FAL).
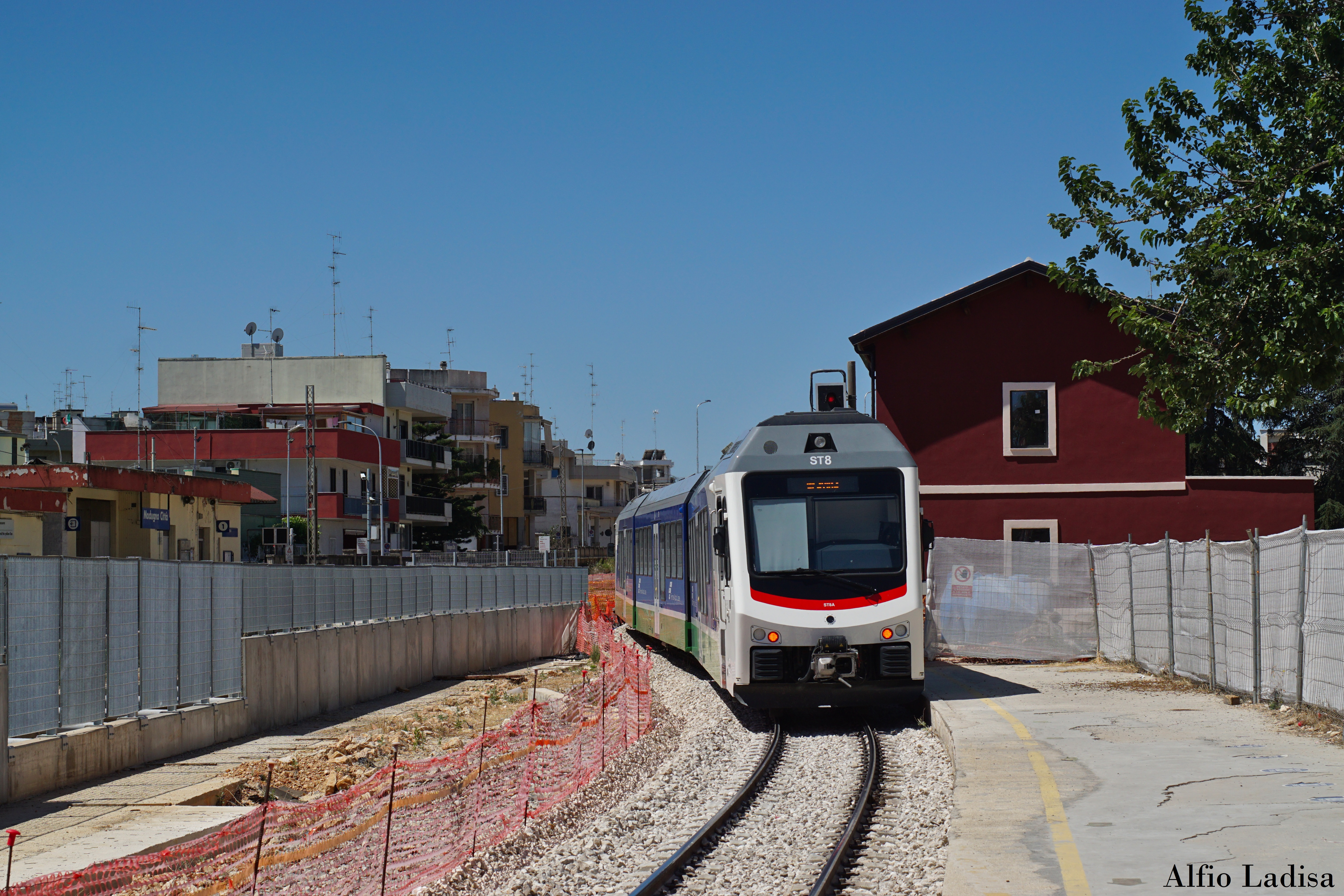
ST8 in partenza dalla stazione di Modugno (FAL).